# Мисамана
Мисамана (на френски: Missamana) е град и община в източна Гвинея, регион Канкан, префектура Канкан. Населението на общината през 2014 година е 18 059 души.